# 爭分奪秒 (馬)
爭分奪秒（英語：Beat the Clock），是一匹曾在香港出賽的已退役賽駒，練馬師是蔡約翰。「爭分奪秒」的表現極之準繩，在港出賽25次當中24次跑入前三名，為2018/2019馬季及2019/2020馬季最佳短途馬。競賽生涯中四勝國際一級賽，全由莫雷拉策騎勝出。

## 簡介
2018年4月8日，莫雷拉策騎「爭分奪秒」勝出國際二級賽短途錦標。莫雷拉于赛后表示，这匹坐骑具备成为香港最佳短途马的潜质。
2019年1月20日，莫雷拉策騎「爭分奪秒」勝出國際一級賽百週年紀念短途盃。
2019年4月28日，莫雷拉策騎「爭分奪秒」勝出國際一級賽主席短途獎。賽後，練馬師蔡約翰說：「能夠訓練『爭分奪秒』實在樂趣無窮，蓋其陣上演出實在準繩，而且今季五歲大熟，陣上發揮出本身最佳水準，至今勝出兩場一級賽。牠服役初期曾以放頭和擺前走方式贏馬，所以跑法具彈性，不是單靠後上爭勝，而且今場形勢對其有利，最終贏出頭馬。此駒今季已經出賽足夠，加上天氣轉熱，所以會讓其提早休息，季內不會再上陣。」
2018/2019馬季，「爭分奪秒」成爲該年度的最佳短途馬。
2019年12月8日，莫雷拉策騎「爭分奪秒」勝出國際一級賽香港短途錦標。
2020年1月19日，莫雷拉策騎「爭分奪秒」勝出國際一級賽百週年紀念短途盃，成功衛冕這項賽事。
2019/2020馬季，「爭分奪秒」成爲該年度的最佳短途馬，第二度奪得這個殊榮。
2020年11月3日，「爭分奪秒」被獸醫發現左前腿懸韌帶內側分支受傷。練馬師蔡約翰其後指出，他一直都安排正常操練予「爭分奪秒」，但馬兒似乎不再願意上陣，況且最近馬兒被驗出有腳患，他不想再令馬兒受傷，故此讓「爭分奪秒」於11月9日宣告退役，正式結束其競賽生涯。蔡約翰亦指出，「爭分奪秒」作為近年其中一匹演出最可靠的賽駒，即使很難與其他馬匹作比較，但毫無疑問是他訓練的最佳賽駒之一。「爭分奪秒」退役後，被送往澳洲墨爾本的Living Legends牧場頤養天年。

## 在港勝出賽事全紀錄
| 比賽日期   | 賽事名稱                     | 賽事班次 | 賽道 | 賽事路程 | 比賽馬場 | 名次 | 完成時間 | 騎師   |
| ---------- | ---------------------------- | -------- | ---- | -------- | -------- | ---- | -------- | ------ |
| 06/11/2016 | CANMAKE TOKYO讓賽            | 第四班   | 草地 | 1400米   | 沙田馬場 | 1    | 1:22.75  | 莫雷拉 |
| 14/01/2017 | 燕崗讓賽                     | 第三班   | 草地 | 1400米   | 沙田馬場 | 1    | 1:21.50  | 莫雷拉 |
| 05/03/2017 | 路環讓賽                     | 第三班   | 草地 | 1200米   | 沙田馬場 | 1    | 1:08.77  | 莫雷拉 |
| 11/06/2017 | 香港大學校友會挑戰盃（讓賽） | 第二班   | 草地 | 1400米   | 沙田馬場 | 1    | 1:21.82  | 莫雷拉 |
| 19/11/2017 | 中銀信用卡讓賽               | 第二班   | 草地 | 1200米   | 沙田馬場 | 1    | 1:09.41  | 莫雷拉 |
| 08/04/2018 | 短途錦標                     | G2       | 草地 | 1200米   | 沙田馬場 | 1    | 1:09.02  | 莫雷拉 |
| 20/01/2019 | 百週年紀念短途盃             | G1       | 草地 | 1200米   | 沙田馬場 | 1    | 1:08.42  | 莫雷拉 |
| 28/04/2019 | 主席短途獎                   | G1       | 草地 | 1200米   | 沙田馬場 | 1    | 1:08.26  | 莫雷拉 |
| 08/12/2019 | 浪琴表香港短途錦標           | G1       | 草地 | 1200米   | 沙田馬場 | 1    | 1:08.12  | 莫雷拉 |
| 19/01/2020 | 百週年紀念短途盃             | G1       | 草地 | 1200米   | 沙田馬場 | 1    | 1:08.57  | 莫雷拉 |

## 在港一級賽出賽全紀錄
| 比賽日期   | 賽事名稱           | 賽事班次 | 賽道 | 賽事路程 | 比賽馬場 | 名次 | 完成時間 | 騎師   |
| ---------- | ------------------ | -------- | ---- | -------- | -------- | ---- | -------- | ------ |
| 28/01/2018 | 百週年紀念短途盃   | G1       | 草地 | 1200米   | 沙田馬場 | 2    | 1:09.71  | 莫雷拉 |
| 25/02/2018 | 女皇銀禧紀念盃     | G1       | 草地 | 1400米   | 沙田馬場 | 2    | 1:20.89  | 莫雷拉 |
| 29/04/2018 | 主席短途獎         | G1       | 草地 | 1200米   | 沙田馬場 | 3    | 1:08.78  | 莫雷拉 |
| 09/12/2018 | 浪琴表香港短途錦標 | G1       | 草地 | 1200米   | 沙田馬場 | 3    | 1:09.05  | 莫雅   |
| 20/01/2019 | 百週年紀念短途盃   | G1       | 草地 | 1200米   | 沙田馬場 | 1    | 1:08.42  | 莫雷拉 |
| 17/02/2019 | 女皇銀禧紀念盃     | G1       | 草地 | 1400米   | 沙田馬場 | 2    | 1:21.33  | 莫雷拉 |
| 28/04/2019 | 主席短途獎         | G1       | 草地 | 1200米   | 沙田馬場 | 1    | 1:08.26  | 莫雷拉 |
| 08/12/2019 | 浪琴表香港短途錦標 | G1       | 草地 | 1200米   | 沙田馬場 | 1    | 1:08.12  | 莫雷拉 |
| 19/01/2020 | 百週年紀念短途盃   | G1       | 草地 | 1200米   | 沙田馬場 | 1    | 1:08.57  | 莫雷拉 |
| 16/02/2020 | 女皇銀禧紀念盃     | G1       | 草地 | 1400米   | 沙田馬場 | 5    | 1:22.25  | 莫雷拉 |

## 外部連結
- . 2018-04-08  [2018-04-08]. （原始内容存档于2022-01-05）.
- . 2019-01-20  [2019-01-20]. （原始内容存档于2022-01-05）.
- . 2019-04-28  [2019-04-28]. （原始内容存档于2022-01-05）.
- . 2019-12-08  [2019-12-08]. （原始内容存档于2022-01-05）.
- . 2020-01-19  [2020-01-19]. （原始内容存档于2022-01-05）.